# Myrsine nubicola
Myrsine nubicola är en viveväxtart som beskrevs av Brother Alain. Myrsine nubicola ingår i släktet Myrsine och familjen viveväxter. Inga underarter finns listade i Catalogue of Life.